# Собор Санта Марія Ассунта
Собор Санта Марія Ассунта або Пізанський собо́р (Il duomo di Santa Maria Assunta) — кафедральний собор, головний храм Пізанського архієпископства Католицької Церкви у Пізі, Італія. Собор є складовою архітектурного ансамблю П'яцца-деі-Міраколі (іт. Piazza dei Miracoli - Площа чудес), що з 1987 року  оголошена пам'яткою Світової спадщини ЮНЕСКО.

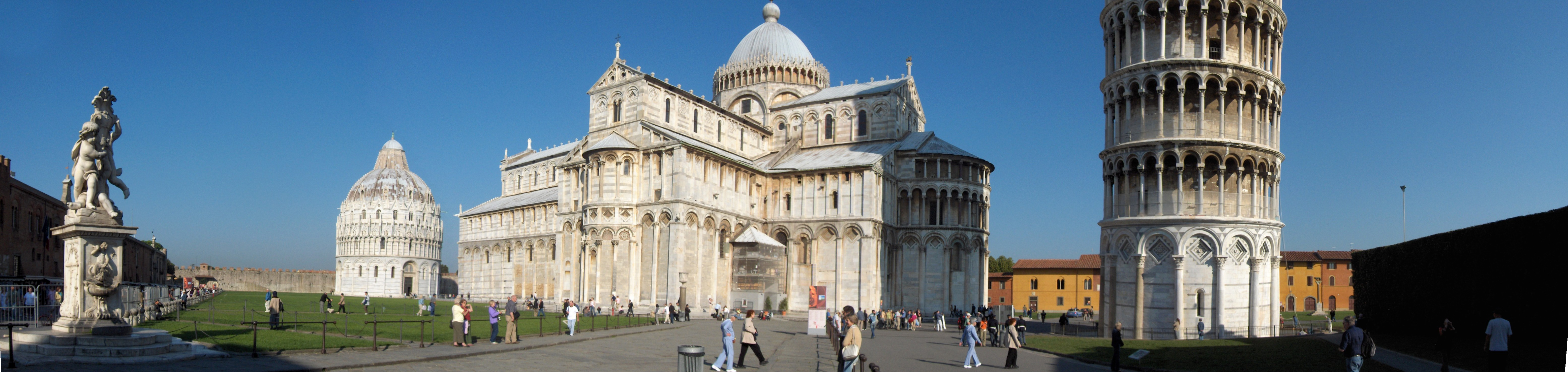

## Будівництво
Уряд Пізанської республіки у 1063 році вирішив збудувати кафедральний собор на честь перемоги Пізи над Палермо, який тоді належав сарацинам. Кошти були зібрані з десятої частини доходів від міста Палермо та данини з Балеарських островів. Запрошено архітектора Бусчето Джудіче, який розпочав роботи у 1064 році. При спорудженні собору поєднані різні стилі: елементи візантійської та мусульманської архітектури, романського стилю у його пізанському та ломбардському різновидах.
Великі суми коштів та дорогоцінностей, отримані пізанцями внаслідок нападу на африканське місто Махдія в 1087 році, здійсненого разом з іншими морськими республіками — Генуєю та Амальфі, також пішли на будівництво собору.
Будівництво собору було завершено у 1092 році. У 1118 році його висвятив папа римський Геласій II. Згодом, у 1150-х роках фасад собору було розширено архітектором Райнальдо. Після пожежі 1595 року відбулися реставраційні роботи на чолі із Джованні да Болонья.

## Архітектура
Будівля спочатку мала вигляд грецького хреста, згодом переробленого до латинського хреста. Це п'ятинефний собор з апсидою та трансептом, який мовби «прорізає» собор, та трьома нефами. Апсида прикрашено двоярусною колонадою, а також бронзовими рельєфними воротами Сан-Раньєрі, що ведуть до каплиці.

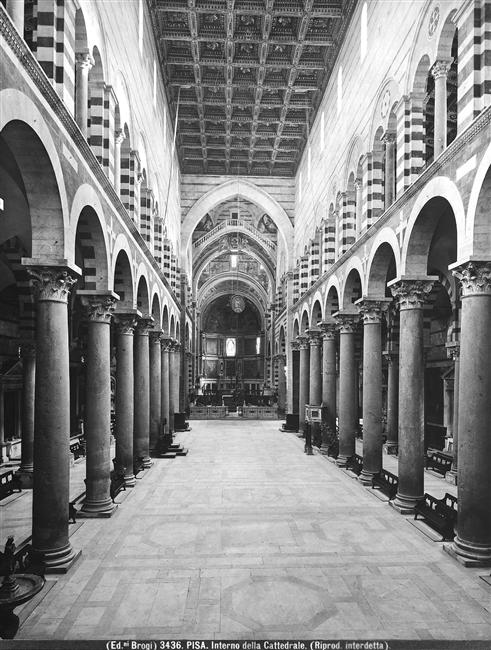
Галереї з колонами

Побудована арка створює просторовий ефект схожий на великі ісламські мечеті. Арка піднята й дещо загострена, складається зі смуг чорного й білого мармуру, що розташовані почергово. Мусульманському мистецтву собор завдячує незвичайними еліптичними куполами. Візантійський вплив бачиться у 2 галереях з монолітними колонами з граніту.
Багате оздоблення зовнішньої частини включає в себе різнобарвний мармур, мозаїку та численні бронзові предмети з військових трофеїв. Фасад складається з сірого та білого мармуру, прикрашений вставками з кольорового мармуру.
Внутрішня частина викладена білим та чорним мармуром з монолітними колонами сірого мармуру й коринфськими капітелями. Над прикрашенням скульптурами, мозаїками та фресками працювали відомі митці Італії, зокрема Чімабуе, Джованні Пізано, Тіно ді Камаїно, Джованні Базі на прізвисько Содома, Андреа дель Сарто.